# 米拉佐戰役
米拉佐戰役（英語：Battle of Milazzo），是1718年10月15日西班牙和奥地利在意大利西西里岛的米拉佐市附近进行的一场战役，是四国联盟战争的一部分。

## 背景
西班牙国王菲利普五世对西班牙王位继承战争后失去意大利属地感到沮丧，他于1717年8月入侵了现在属于奥地利的撒丁岛，并于1718年7月入侵了已被分给萨伏伊公爵的西西里岛。
他是在利用路易十四去世后法国的权力真空，以及奥地利在1716-18年的奥土战争中被束缚住的事实。但1718年7月21日，《帕萨罗维茨条约》结束了与土耳其的战争，8月2日，这导致了奥地利、英国、荷兰共和国和法国之间形成了反对西班牙的四国联盟。
与此同时，西班牙人在莱德侯爵的指挥下，以30,000人的兵力占领了全岛，但墨西拿周围地区除外，该地区自7月18日以来一直被围困。
8月11日，在帕萨罗角战役中，一支由乔治·宾格爵士率领的英国舰队袭击并摧毁了西班牙舰队。10月13日，这支英国舰队让奥地利总督维里希·菲利普·冯·道恩伯爵在那不勒斯的米拉索附近集结的奥地利军队登陆，以解除西班牙军队的围困。这导致了10月15日的战斗。

## 战斗
奥地利人在早上很早就发动了进攻，让西班牙人措手不及。两个西班牙龙骑兵团（巴达维亚和卢西塔尼亚）阻止了进攻，以便给西班牙军队的其他部分部署的时间。最终这两个团都被消灭了，但他们的牺牲给了莱德侯爵反击的机会。奥地利人被逼退，西班牙人追击逃亡的军队，造成了奥地利军队许多伤亡。
奥地利人损失了1500名死伤者和300名俘虏。西班牙人死伤1,500人，俘虏200人。墨西拿被西班牙人拿下，但莱德侯爵并没有趁机将奥地利人完全赶出该岛，而是在米拉佐周围给他们留下了一个桥头堡。这个桥头堡和帕萨罗角战役后的海军优势，让奥地利人有机会在第二年派来更多的军队，导致了弗兰卡维拉战役的发生。